# Eupetrichthys
Eupetrichthys is een monotypisch geslacht van straalvinnige vissen uit de familie van lipvissen (Labridae).

## Soort
- Eupetrichthys angustipes Ramsay & Ogilby, 1888